# Francie na Zimních olympijských hrách 1956
Francii na Zimních olympijských hrách v roce 1956 reprezentovala výprava 32 sportovců (25 mužů a 7 žen) v 6 sportech.

## Seznam všech zúčastněných sportovců
| Číslo | Jméno             | Pohlaví | Věk | Sport           |
| ----- | ----------------- | ------- | --- | --------------- |
| 1     | Marysette Agnel   | Žena    | 29  | Alpské lyžování |
| 2     | Edith Bonlieu     | Žena    | 21  | Alpské lyžování |
| 3     | François Bonlieu  | Muž     | 18  | Alpské lyžování |
| 4     | Charles Bozon     | Muž     | 23  | Alpské lyžování |
| 5     | René Collet       | Muž     | 25  | Alpské lyžování |
| 6     | Adrien Duvillard  | Muž     | 21  | Alpské lyžování |
| 7     | Madeleine Front   | Žena    | 25  | Alpské lyžování |
| 8     | Muriel Lip        | Žena    | 22  | Alpské lyžování |
| 9     | Paule Moris       | Žena    | 23  | Alpské lyžování |
| 10    | Josette Nevière   | Žena    | 22  | Alpské lyžování |
| 11    | Gérard Pasquier   | Muž     | 26  | Alpské lyžování |
| 12    | Bernard Perret    | Muž     | 22  | Alpské lyžování |
| 13    | André Simond      | Muž     | 26  | Alpské lyžování |
| 14    | Victor Arbez      | Muž     | 21  | Běh na lyžích   |
| 15    | Charles Binaux    | Muž     | 27  | Běh na lyžích   |
| 16    | Benoît Carrara    | Muž     | 29  | Běh na lyžích   |
| 17    | René Mandrillon   | Muž     | 27  | Běh na lyžích   |
| 18    | Jean Mermet       | Muž     | 24  | Běh na lyžích   |
| 19    | Paul Romand       | Muž     | 25  | Běh na lyžích   |
| 20    | Pierre Bouvier    | Muž     | 21  | Boby            |
| 21    | André Donnet      | Muž     | 33  | Boby            |
| 22    | Serge Giacchini   | Muž     | 24  | Boby            |
| 23    | Lucien Grosso     | Muž     | 23  | Boby            |
| 24    | Jacques Panciroli | Muž     | 24  | Boby            |
| 25    | André Robin       | Muž     | 33  | Boby            |
| 26    | Alain Calmat      | Muž     | 15  | Krasobruslení   |
| 27    | Alain Giletti     | Muž     | 16  | Krasobruslení   |
| 28    | Maryvonne Huet    | Žena    | 19  | Krasobruslení   |
| 29    | Raymond Gilloz    | Muž     | 24  | Rychlobruslení  |
| 30    | André Monnier     | Muž     | 29  | Skoky na lyžích |
| 31    | Richard Rabasa    | Muž     | 24  | Skoky na lyžích |
| 32    | Régis Rey         | Muž     | 26  | Skoky na lyžích |